# Gazyfikacja węgla
Gazyfikacja węgla, zgazowanie węgla – proces konwersji stałych materiałów węglowych, m.in. węgla kamiennego (np. w złożu) w gaz zawierający wodór. 
Jest wykorzystywana silnie endotermiczna reakcja węgla z parą wodną, której produktami są: wodór i tlenek węgla, reagujący po chwili z pozostałą parą wodną (o ile reakcja nie była idealnie stechiometryczna). Końcowymi produktami są wodór i dwutlenek węgla. Ta druga reakcja jest lekko egzotermiczna, jednak cały proces wymaga dostarczenia znacznej ilości energii.